# Agenore Incrocci
Agenore Incrocci (* 4. Juli 1914 in Brescia; † 15. November 2005 in Rom) war ein italienischer Drehbuchautor.

## Biografie
Agenore Incrocci kam Anfang der 1930er Jahre mit dem Filmgeschäft in Berührung. Er übernahm die Synchronisation für Mario Monicellis ersten Film I ragazzi della Via Paal. Danach arbeitete er für das Radio und begann ein Studium der Rechtswissenschaften, das er aber nicht abschloss.
Während des Zweiten Weltkriegs geriet er in deutsche Gefangenschaft. Ihm gelang die Flucht. Nach dem Krieg arbeitete er wieder für das Radio und schrieb Artikel für verschiedene Magazine.
Für Mario Mattòli schrieb er das Drehbuch für I due orfanelli und lernte 1949 Furio Scarpelli kennen. Als Autorenteam, bekannt als Age & Scarpelli, entwickelte sich eine langjährige und erfolgreiche Zusammenarbeit. Beide gelten als Miterfinder der Commedia all’italiana. Gemeinsam schrieben sie über 20 Drehbücher für den Komiker Totò. Eine langjährige Zusammenarbeit fand mit Mario Monicelli statt. Incrocci und Scarpelli schrieben Drehbücher zu seinen Filmen oder entwickelten diese gemeinsam mit ihm.
Für Monicellis Film Die Peitsche im Genick erhielt er 1965 zusammen mit Scarpelli und Monicelli eine Nominierung für den Oscar für das beste Originaldrehbuch. Ein Jahr später wurde Incrocci wiederum für den Oscar in dieser Kategorie für den Film Casanova ’70 nominiert. Seine Co-Autoren und er mussten sich diesmal Frederic Raphaels Drehbuch zu Darling geschlagen geben.
1966 schrieben Age & Scarpelli das Drehbuch zu Sergio Leones Zwei glorreiche Halunken. Leone war von dem Ergebnis nicht begeistert. Nach eigener Aussage konnte er nichts von dem Verfassten verwenden, da es einfach nur vulgär und abstoßend war (“I couldn’t use a single thing they’d written. It was the grossest deception of my life”).
Für Ettore Scolas Die Terrasse verfassten Age & Scarpelli mit Scola das Drehbuch. Dafür wurden sie bei den Internationalen Filmfestspielen von Cannes in der Kategorie Bestes Drehbuch ausgezeichnet.
1999 verfasste Incrocci sein letztes Drehbuch für Andrea Zaccariello. Insgesamt schrieb er in seiner mehr als 50 Jahre andauernden Karriere über 120 Drehbücher.

## Filmografie (Auswahl)
- 1951: O.K. Nero (O.K. Nerone)
- 1952: Totò und die Frauen (Totò e le donne)
- 1957: Väter und Söhne (Padri e figli)
- 1958: Diebe haben’s schwer (I soliti ignoti)
- 1958: Gesetz ist Gesetz (La loi, c’est la loi)
- 1959: Man nannte es den großen Krieg (La grande guerra)
- 1960: Der Weg zurück (Tutti a casa)
- 1961: Vergewaltigt in Ketten (A cavallo della tigre)
- 1963: I mostri
- 1963: Die Peitsche im Genick (I compagni)
- 1964: Verrückter Sommer (Frenesia dell'estate)
- 1965: Casanova ’70
- 1966: Aber, aber, meine Herren… (Signore & signori)
- 1966: Die unglaublichen Abenteuer des hochwohllöblichen Ritters Branca Leone (L’armata Brancaleone)
- 1966: Zwei glorreiche Halunken (Il buono, il brutto, il cattivo)
- 1968: Riusciranno i nostri eroi a ritrovare l’amico misteriosamente scomparso in Africa?
- 1970: Eifersucht auf italienisch (Dramma della gelosia)
- 1970: Brancaleone auf Kreuzzug ins Heilige Land (Brancaleone alle crociate)
- 1971: Abend ohne Alibi (In nome del popolo italiano)
- 1980: Hurricane Rosie (Temporale Rosy)
- 1980: Die Terrasse (La terrazza)